# قطع شطرنج ستونتن

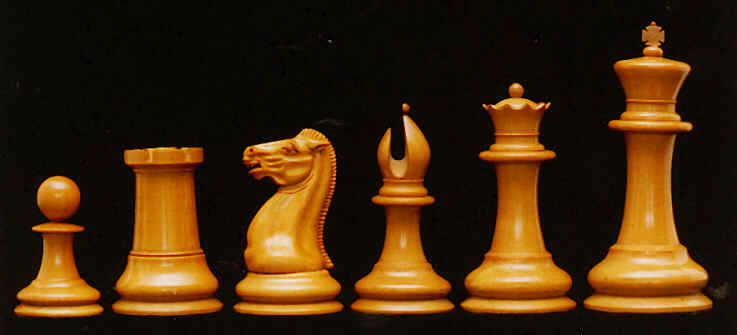
قطع شطرنج ستونتن الأصلية، من اليمين إلى اليسار: ملك، ملكة، فيل، حصان، قلعة، بيدق.

قطع شطرنج ستونتن هو تصميم خاص لقطع الشطرنج أنجزه المصمم نثانيل كوك واعتمده لاعب الشطرنج الإنجليزي هاورد ستونتن في 1849 حيث قام بتصميم 500 مجموعة قطع الأولى بيده واعتمدها في البطولات الدولية آنذاك  لتنتشر بعدها بسرعة في مختلف انحاء العالم وتصبح النموذج القياسي المستخدم.
أصبح هذا النوع من القطع اليوم النموذج الأساسي المعتمد من قبل الاتحاد الدولي للشطرنج في مختلف المنافسات الدولية.

## أنواع قديمة

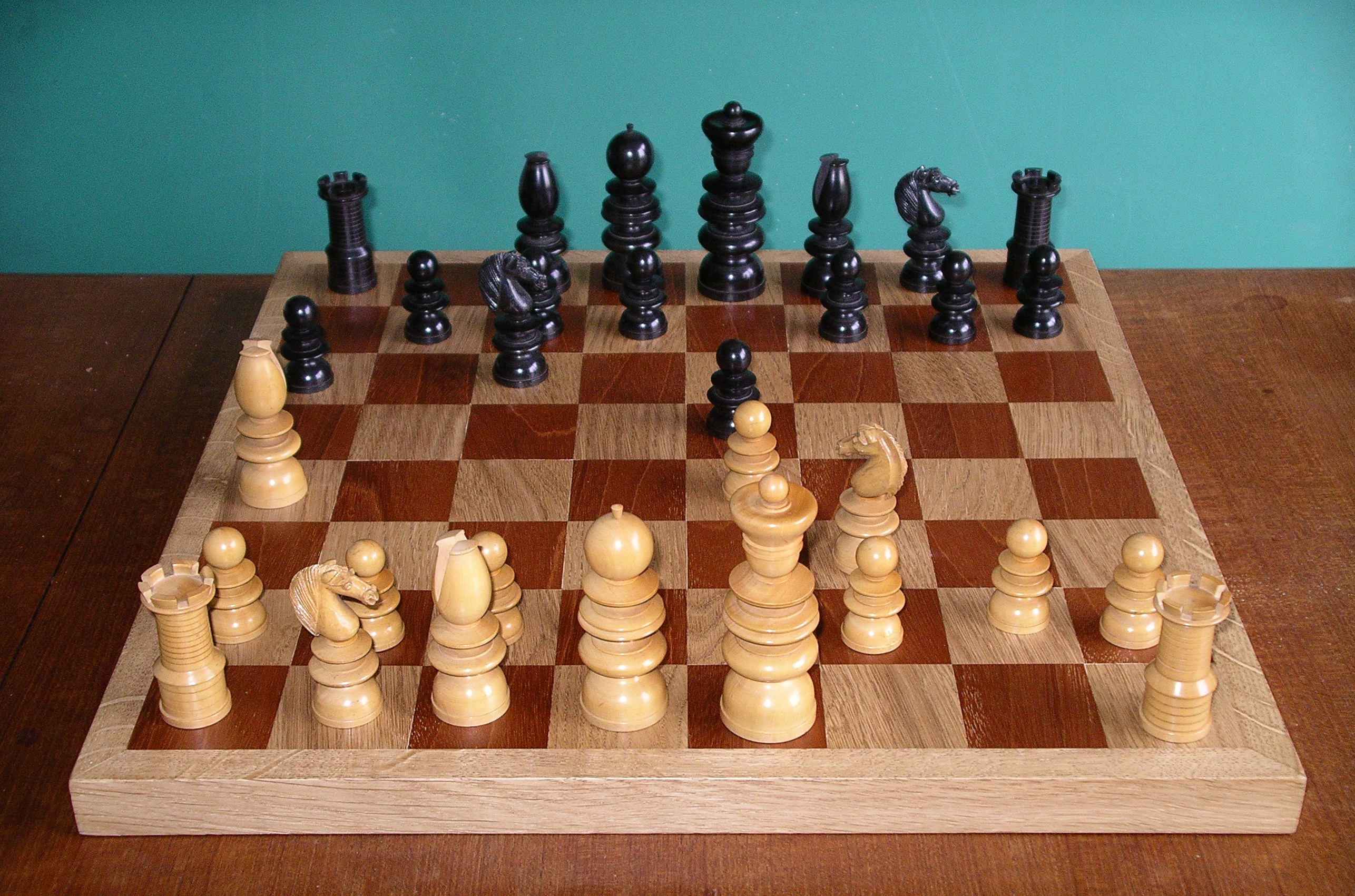
قطع شطرنج من نموذج جرجس.

## مشتقات
توجد 17 مجموعة قطع مشتقة من القطع الأصلية لستونتن 1849 مرتبتة كالتالي:
1. مجموعة قطع لوشرز (1849)
2. مجموعة قطع كوك (1849 -1850)
3. مجموعة قطع وادجوود (1849)
4. مجموعة قطع مورفي

## نماذج الحصان المختلفة
حتى بين مجموعة قطع ستونتن القياسية يختلف نموذج القطع قليلا؛ حيث توجد للحصان نماذج عديدة منها:

## معرض صور

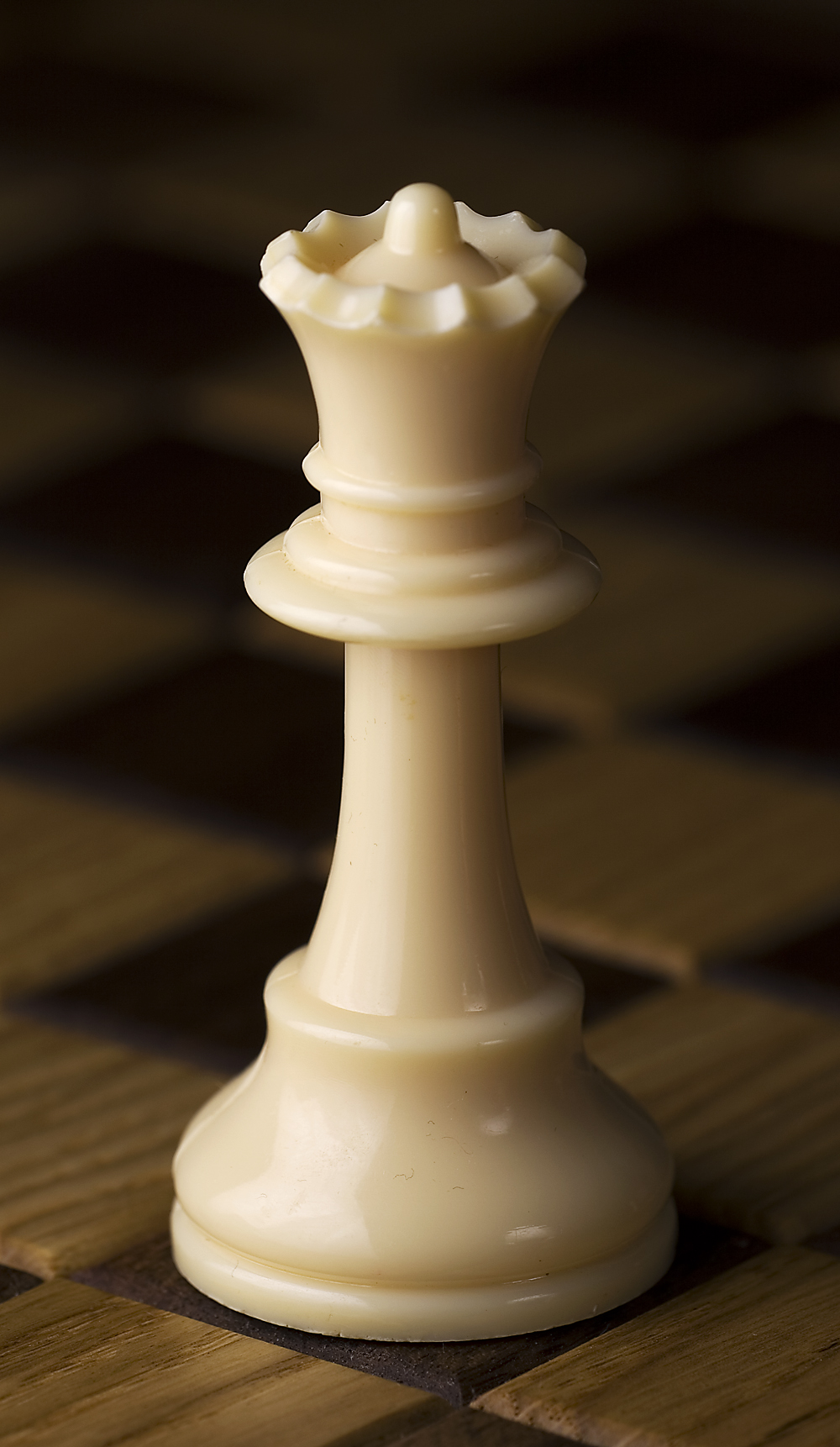
وزير باللون الابيض
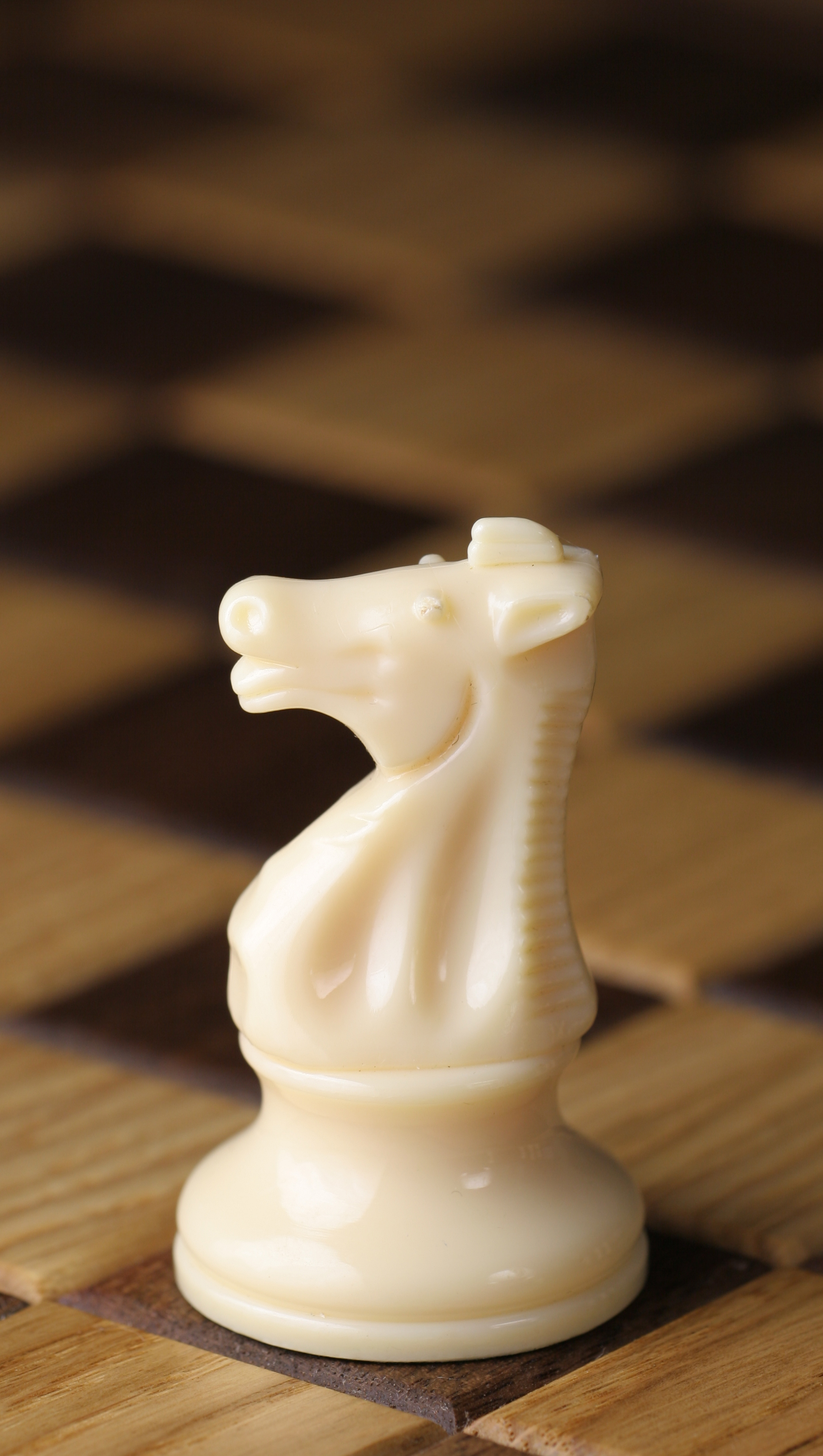
حصان باللون الأبيض
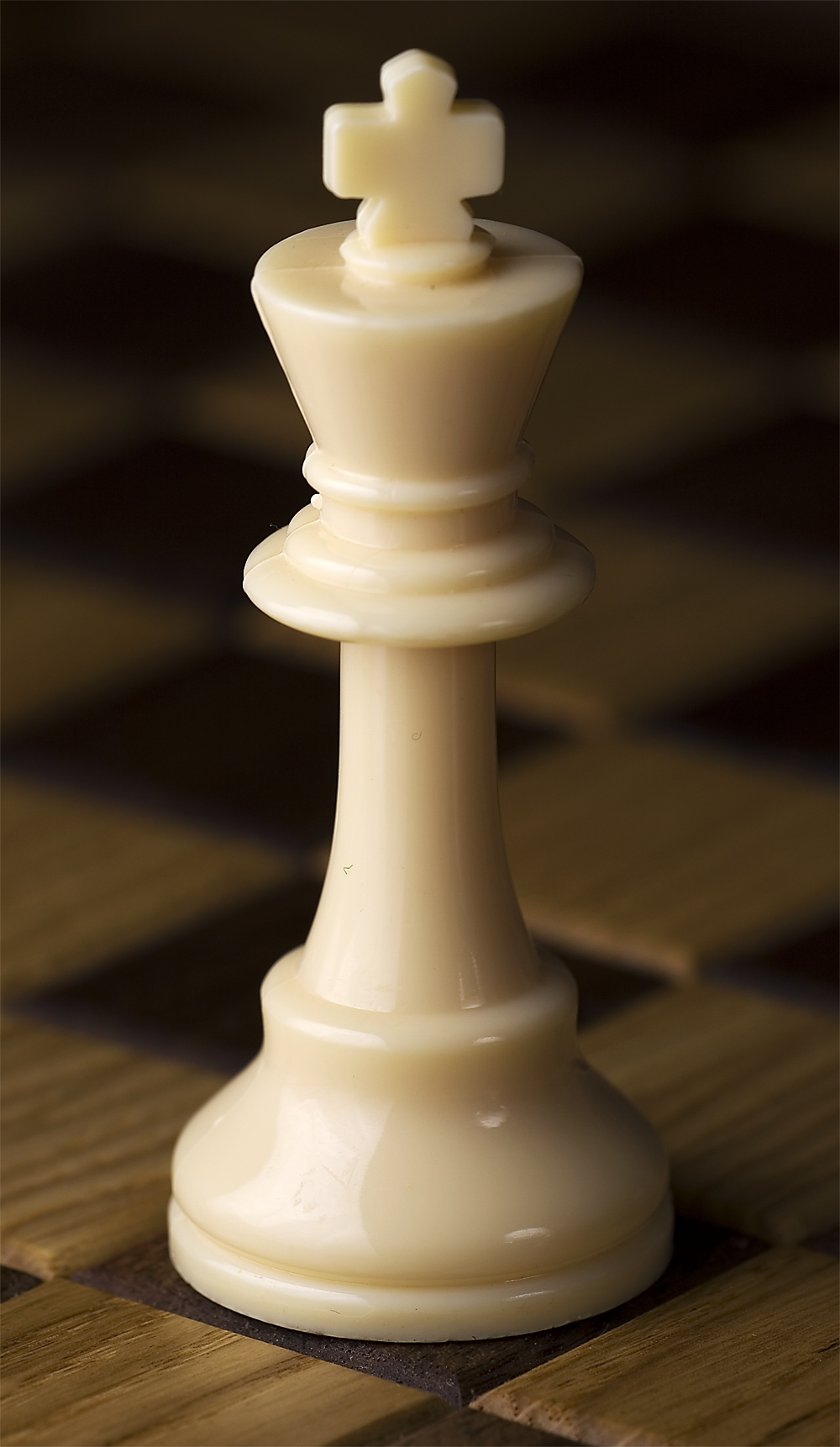
ملك باللون الابيض
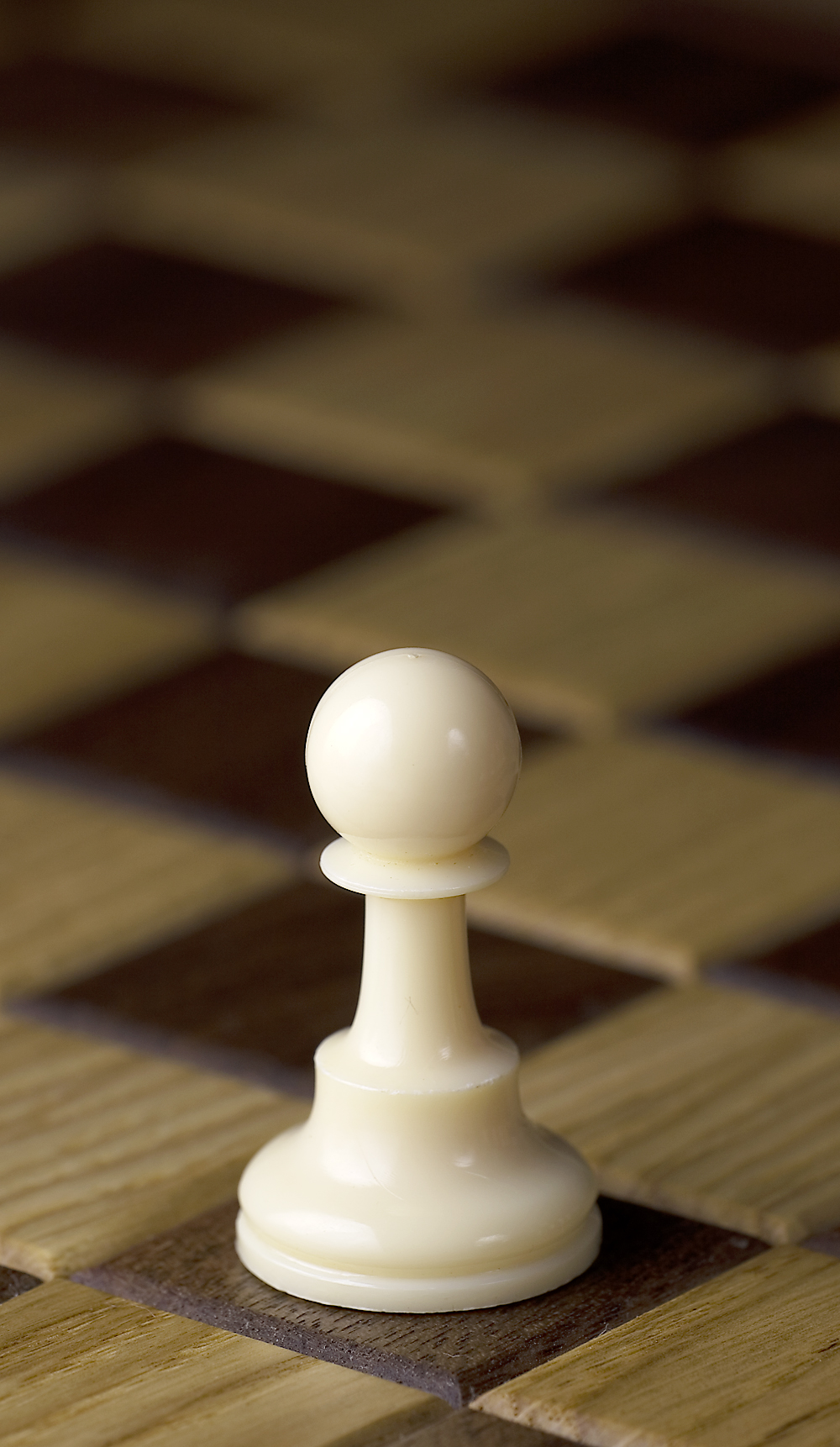
جندي او بيدق باللون الابيض
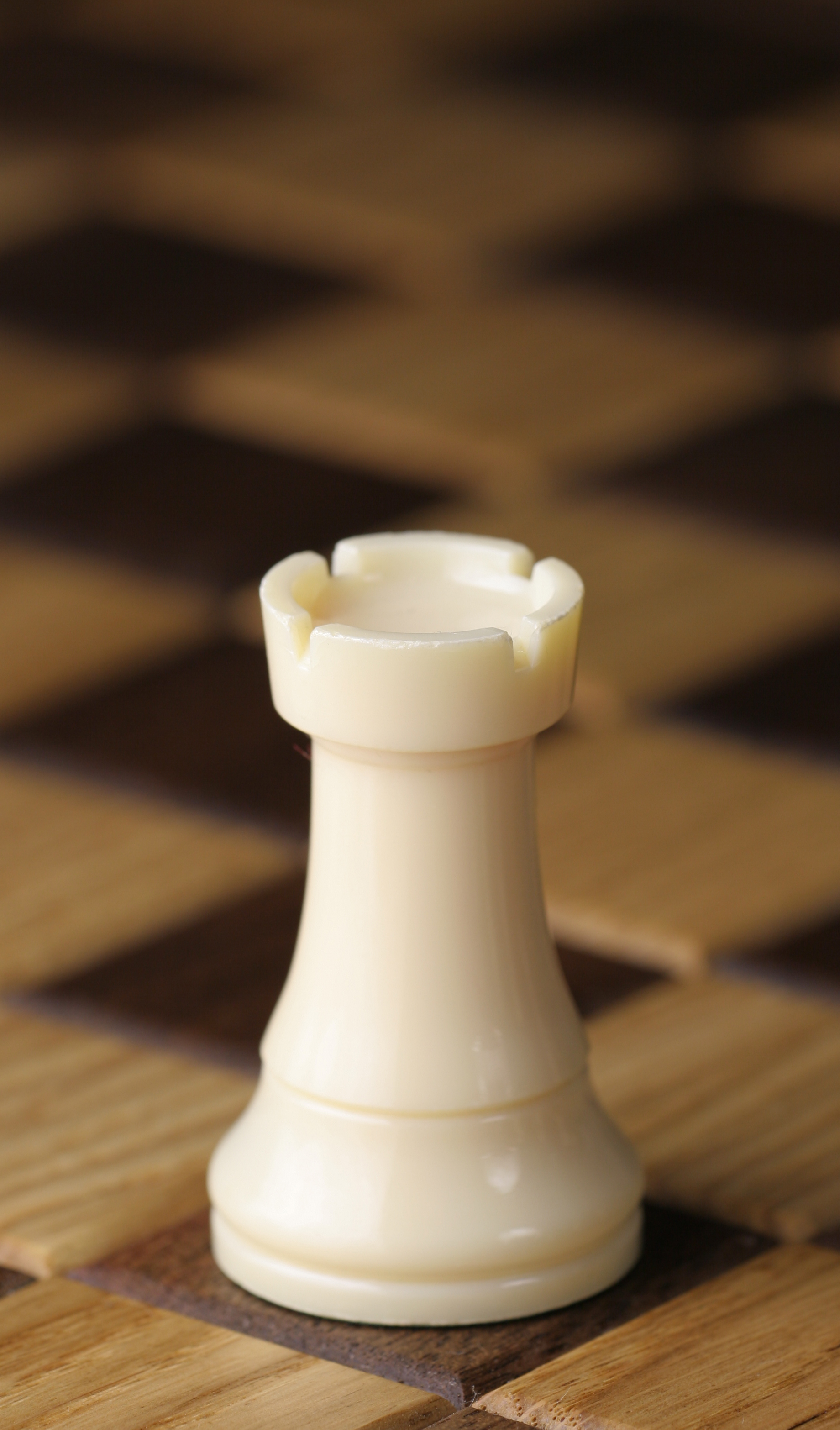
قلعة باللون الابيض
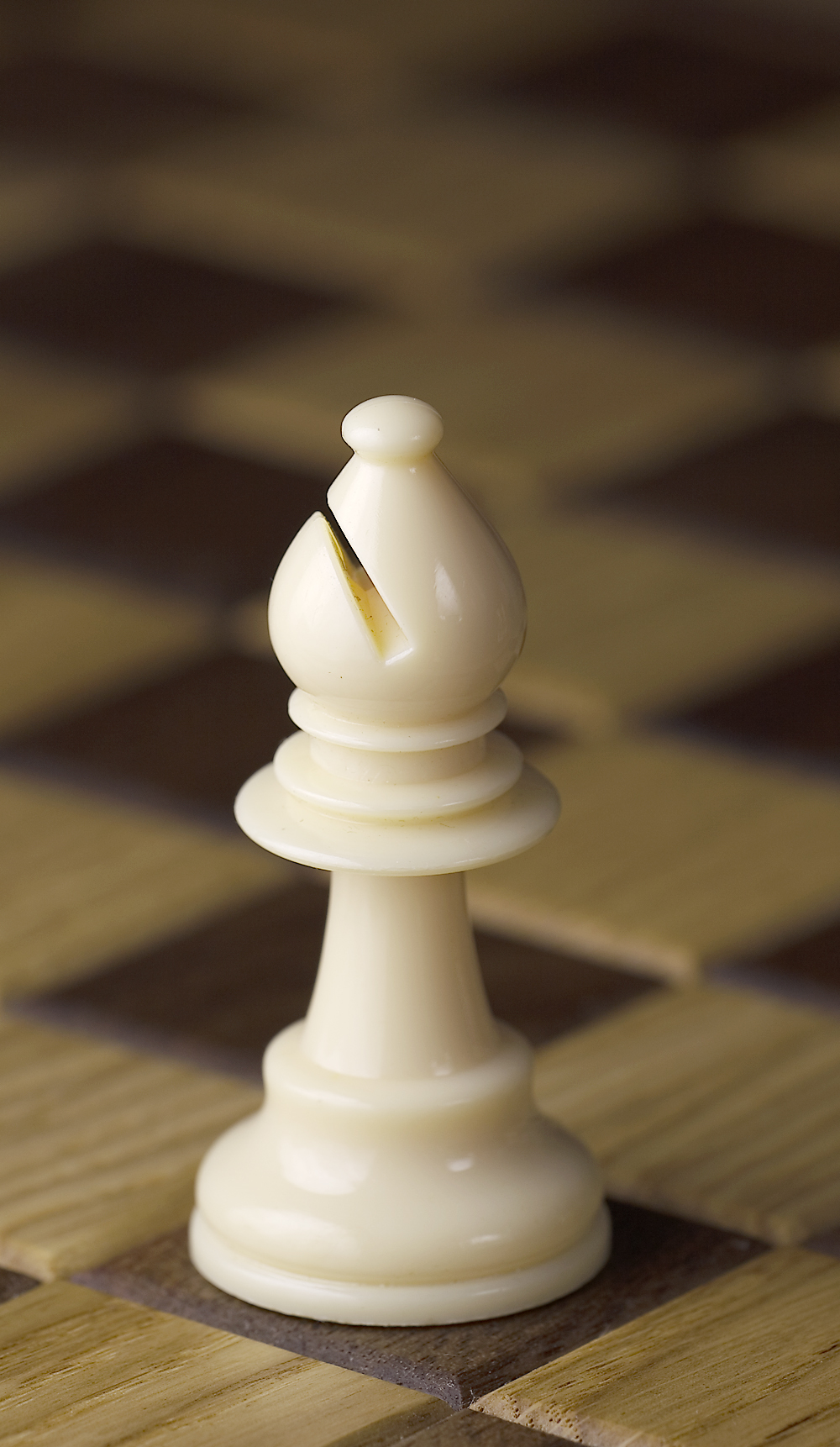
فيل باللون الابيض